# Pedro Simon
Pedro Jorge Simon GOMM (Caxias do Sul, 31 de janeiro de 1930) é um advogado, professor e político brasileiro filiado ao Movimento Democrático Brasileiro (MDB), do qual é um dos fundadores. Foi ministro da Agricultura durante o governo Sarney, por indicação de Tancredo Neves. Pelo Rio Grande do Sul, foi eleito governador, bem como senador e deputado estadual, ambos por quatro mandatos. Iniciou a sua carreira política como vereador de Caxias do Sul. Foi coordenador nacional do movimento Diretas Já e figura importante do processo de redemocratização do Brasil, ao lado de lideranças como Ulysses Guimarães, Tancredo Neves, Franco Montoro, Teotônio Vilela, Mário Covas e Leonel Brizola. Na Nova República, é o segundo senador que por mais tempo serviu ao Congresso Nacional, atrás apenas de José Sarney.

## Vida pessoal e acadêmica
Pedro Simon é descendente de imigrantes libaneses que chegaram a Caxias do Sul em 1922, originários de El Kufur, junto com outras famílias como Sehbe, Kalil e David, todas católicas. Estudou no Colégio Nossa Senhora do Carmo, em Caxias do Sul, e no Colégio Rosário, em Porto Alegre, onde foi presidente do grêmio estudantil.
Formado em Direito pela Pontifícia Universidade Católica do Rio Grande do Sul (PUC-RS), com pós-graduação em Economia Política, sendo também especialista em Direito Penal, Simon foi professor da Universidade de Caxias do Sul (UCS). Em sua trajetória acadêmica teve passagens pela Sorbonne e pela Faculdade de Direito de Roma.
É viúvo de Tânia Simon (falecida em 1985), com quem morava no andar superior da loja de sua família, a Salem, na Avenida Protásio Alves, em Porto Alegre. Tiveram três filhos: Tiago e Tomaz (falecido em 2021), ambos egressos da Escola de Direito da PUC-RS, e Mateus (falecido em 1984, em um acidente de carro). Hoje é casado com Ivete, com quem teve mais um filho, Pedro, também formado em Direito pela PUC-RS. 
Em 1993, Simon foi admitido pelo presidente Itamar Franco à Ordem do Mérito Militar no grau de Grande-Oficial especial. Em seu discurso de despedida no Senado, em 2014, declarou Alberto Pasqualini como seu grande mestre e inspirador maior da sua trajetória na política e na vida social.

### Formação acadêmica
- Bacharel em Ciências Jurídicas e Sociais pela Faculdade de Direito da Pontifícia Universidade Católica do Rio Grande do Sul (PUC-RS).
- Curso de Pós-Graduação de Economia Política no Instituto de Economia da PUC-RS.
- Especialização em Economia Política e Direito Penal - Universidade de Paris - Sorbonne.
- Estudos sobre Direito na Faculdade de Direito em Roma - Itália.
- Professor licenciado de Economia Política da Faculdade de Direito de Caxias do Sul.
- Professor licenciado de Sociologia da Faculdade de Caxias do Sul.

## Movimento estudantil e política
Graças à sua militância no movimento estudantil, não apenas fundaria a Ala Moça do PTB em 1945 junto com Leonel Brizola, Sereno Chaise e Fernando Ferrari, mas ocuparia as funções de presidente da União Gaúcha dos Estudantes Secundários, presidente do Centro Acadêmico Maurício Cardoso, presidente da Federação de Estudantes de Faculdades e Escolas Superiores Católicas do Brasil, presidente do I Congresso de Estudantes de Direito da América Latina e diretor do primeiro curso de formação de lideranças sindicais realizado em Porto Alegre, além de ter sido o secretário geral da 5ª reunião penitenciária brasileira, organizada pelo Governo do Estado do Rio Grande do Sul.
Em outubro de 1956, foi eleito presidente da Junta Governativa da União Nacional dos Estudantes (UNE), ainda no período de sua atuação na Mocidade Trabalhista do PTB. Presidiu também a implementação da Aços Finos Piratini e a comissão de implantação do III Polo Petroquímico do Rio Grande do Sul.
Sua estreia na política aconteceu quando filiado ao PTB e eleito vereador em Caxias do Sul, em 1958. Posteriormente, foi eleito deputado estadual em 1962. Implantado o bipartidarismo pelo regime militar através do Ato Institucional Número Dois de 27 de outubro de 1965, fez opção pelo MDB, movimento partidário que ajudou a fundar com Ulysses Guimarães, Tancredo Neves e Franco Montoro. Foi reeleito deputado estadual em 1966, 1970 e 1974, sendo o mais votado nos dois últimos pleitos.
Sua trajetória política foi marcada pela oposição à ditadura militar. Mesmo assim, apesar da herança trabalhista, foi por muitas vezes opositor de Leonel Brizola. Testemunha ocular do golpe militar de 1964, afirmou em entrevista que João Goulart tinha aliados políticos leais que poderiam tê-lo ajudado a resistir ao golpe, mas escolheu a paz para evitar uma guerra civil no Brasil. Emérito colaborador de Ulysses Guimarães, foi presidente do diretório regional do MDB em seu estado, sendo eleito senador da República pela primeira vez em 1978. 
Na disputa pelo governo do Rio Grande do Sul, no ano de 1982, foi derrotado graças à divisão de votos entre as correntes oposicionistas representadas por ele e pelo deputado federal Alceu Collares, então candidato pelo PDT, e assim a vitória coube a Jair Soares, do PDS. Seu candidato ao Senado, Paulo Brossard, foi derrotado por Carlos Chiarelli, também do PDS – mas que, posteriormente, fundaria o PFL. A seguir, foi alçado à primeira vice-presidência do PMDB em 1983 e ao posto de coordenador nacional das Diretas Já, em 1984. Com a rejeição da emenda, articulou com seu partido e os dissidentes da Frente Liberal a formação da Aliança Democrática que elegeu Tancredo Neves e José Sarney para a presidência e vice-presidência da República em 1985.

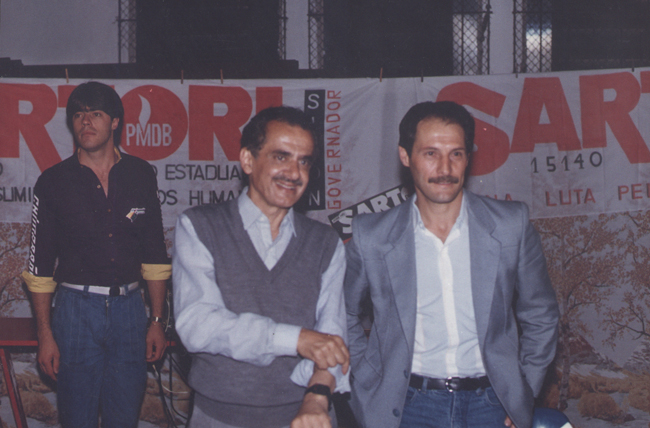
Pedro Simon com José Ivo Sartori, em 1986.

Escolhido ministro da Agricultura por Tancredo Neves, foi confirmado no cargo por José Sarney após o falecimento do primeiro em 21 de abril de 1985. Permaneceu na Esplanada dos Ministérios até o início de 1986, quando renunciou para poder candidatar-se ao governo do Rio Grande do Sul.

### Governador do Rio Grande do Sul
Nas eleições de novembro de 1986, Simon foi eleito governador do Rio Grande do Sul, tendo como principal adversário o candidato Aldo Pinto, da Aliança Popular, formada pelo PDT e PDS. Encerrando seu mandato no Senado em janeiro de 1987, no mês seguinte defendeu a manutenção da Aliança Democrática até a promulgação da nova Constituição do país.
Empossado no governo gaúcho em março de 1987, definiu como uma das metas de sua administração a rolagem da dívida do estado, prometendo racionalizar os custos e cortar excessos. Com esse objetivo, proibiu a contratação de funcionários públicos e determinou o preenchimento mínimo necessário de cargos de confiança e comissionados.
Sua administração também foi marcada por diversos investimentos em infraestrutura. Até hoje, mantém a marca de ser o governador que mais construiu estradas no estado, o que foi possível graças à política de racionalização dos custos e excessos dos gastos públicos. No período em que governou foram asfaltados mais de 2,5 mil quilômetros de rodovias, incluindo a Estrada do Mar (ERS-389), uma das alternativas para desafogar o acesso da Região Metropolitana de Porto Alegre ao Litoral Norte. A sua construção também viabilizou a atração de investimentos para a região litorânea, aumentando o seu potencial econômico.
Em abril de 1990, afastou-se do governo do Rio Grande do Sul para tentar a reeleição para senador da República no pleito de outubro daquele ano, sendo substituído no cargo pelo vice-governador Sinval Guazzelli.

### De volta ao Senado Federal
Seis meses após sua renúncia, nas eleições gerais de 1990, foi novamente eleito Senador. De volta à Câmara Alta do país, foi coordenador e membro titular da comissão parlamentar mista de inquérito que levou ao impeachment do presidente Fernando Collor (CPI do Impeachment), em 1992. Também foi membro da CPI do Orçamento (CPI dos Anões do Orçamento), instituída após denúncias feitas por José Carlos Alves do Santos. Foi escolhido líder do governo Itamar Franco durante a discussão e a implantação do Plano Real.

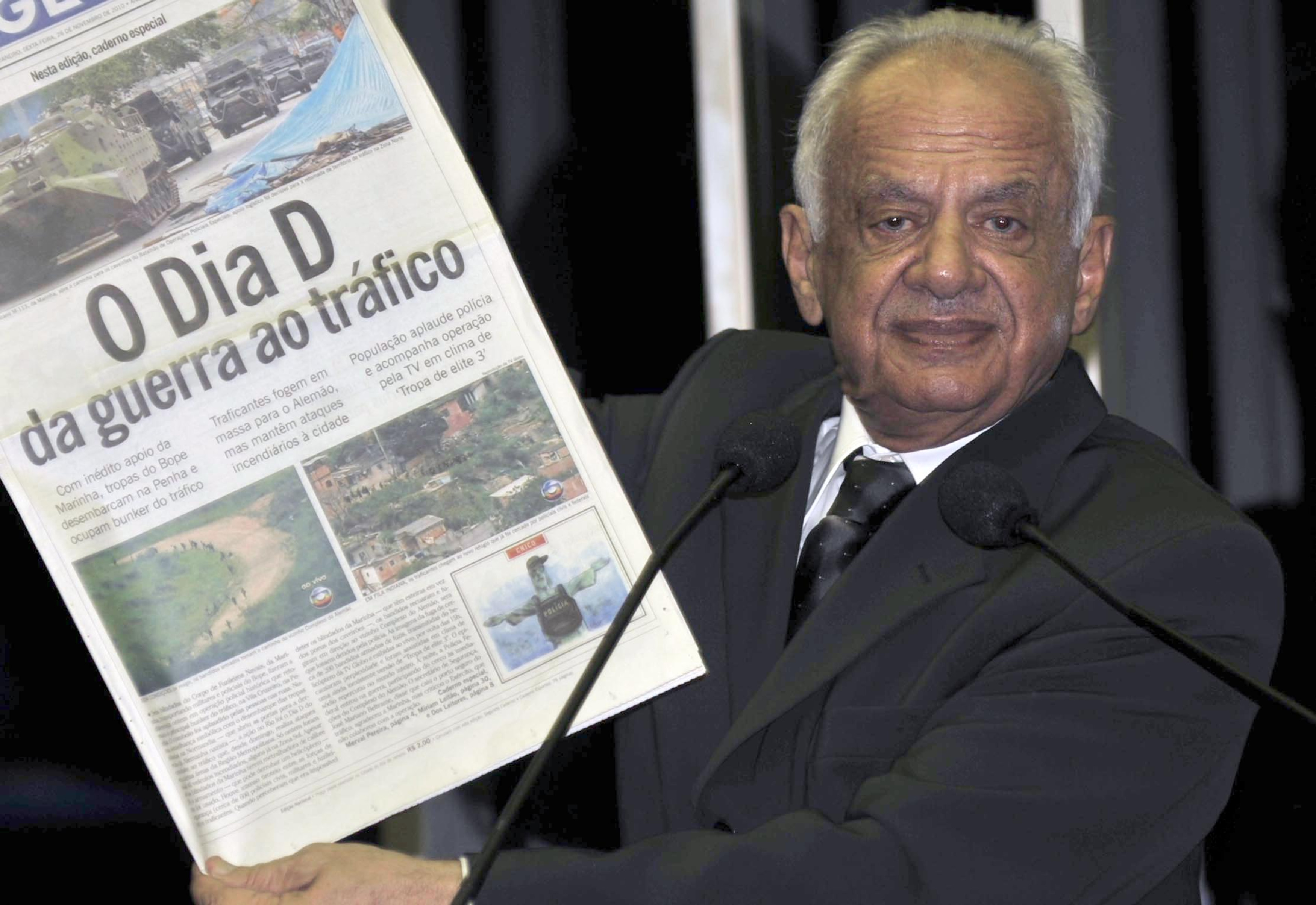
Senador Pedro Simon fala sobre episódios de violência no Rio de Janeiro durante sessão plenária (José Cruz/ABr).

Como senador, Simon foi membro titular da Comissão Mista especial destinada a estudar as causas estruturais e conjunturais das desigualdades sociais e regionais no Brasil e apresentar soluções legislativas para erradicar a pobreza e marginalização.
A ficha limpa e o combate à corrupção foram bandeiras recorrentes da sua agenda parlamentar. Atuou como relator da lei nº 8.429, de 2 de junho de 1992, que dispõe sobre o enriquecimento ilícito. Foi autor do requerimento de criação e relator da comissão especial destinada a analisar a programação de rádio e TV do país em 1994 quando membro dessa subcomissão. Também foi autor do requerimento de constituição da CPI destinada a apurar as denúncias sobre agentes corruptores (CPI dos corruptores), em complementação às CPIs do impeachment e do orçamento. 
Foi, ainda, membro da Comissão Mista destinada a avaliar o programa nacional de desestatização em 1994, bem como membro das comissões de Relações Exteriores e Defesa Nacional, Assuntos Econômicos e Constituição, e Justiça e Cidadania. Além disso, foi indicado para as comissões de Economia, Finanças e Legislação Social. Vice-líder da bancada do PMDB e reeleito senador em 1998, chegou a ter seu nome cogitado pelo PMDB como alternativa à sucessão presidencial de 2002, fato que não se consumou.
Em 1997, Simon coordenou debates com os procuradores italianos Gherardo Colombo, Piercamillo Davigo e Francesco Greco da Operação Mãos Limpas, em audiência pública no Senado Federal que posteriormente foi publicada em formato de livro. Uma voz por muito tempo solitária no Congresso Nacional, por diversas ocasiões patenteou a importância de uma operação judicial nos mesmos moldes no Brasil – o que só seria alcançado com a Operação Lava Jato.
Com a eclosão, em julho de 2005, do episódio do Mensalão – que veio à tona após a denúncia de existência de um esquema de "mesada" que seria paga pelo governo a parlamentares para que esses votassem favoravelmente aos seus projetos  –,  Pedro Simon defendeu a investigação do caso e a unificação de todas as investigações em curso em uma só CPMI da Corrupção. Além da CPI do Mensalão, as outras investigações diziam respeito à CPMI dos Correios – formada para averiguar denúncias de corrupção nas estatais, especialmente nos correios – e à CPI dos Bingos – formada no Senado para investigar um suposto esquema de cobrança de propina feita por integrantes do governo aos donos de casas de jogos. Em 2006, conquistou seu quarto mandato como senador, sendo o terceiro consecutivo, perdendo apenas para José Sarney em número total de mandatos. 
Em agosto de 2009, discutiu com Fernando Collor de Mello e Renan Calheiros por conta do apoio a Sarney na presidência do Senado. Collor lembrou que Simon havia defendido seu impeachment em 1992 e apoiou Calheiros.
No dia 21 de novembro de 2013, o Senado aprovou e votou projeto de sua autoria, juntamente com o senador Randolfe Rodrigues, declarando nula a contestada sessão do Congresso que, em 2 de abril de 1964, havia declarado vago o cargo presidencial – permitindo assim a deposição, por vias institucionais, do presidente João Goulart, que era alvo do golpe militar iniciado em 31 de março daquele ano. Simon comemorou a anulação que, segundo ele, constituiu um “momento histórico”.
Conforme levantamento da Agência Senado, Pedro Simon apresentou 998 proposições ao longo dos quatro mandatos como senador. Entre elas, 139 propostas de emenda à Constituição e 328 projetos de lei. O parlamentar foi o autor da chamada PEC da Bengala (PEC 42/2003), promulgada como Emenda Constitucional 88. Ela elevou de 70 para 75 anos a idade para a aposentadoria compulsória de servidores públicos. Seis projetos do parlamentar gaúcho foram sancionados como leis. Simon propôs a Semana Nacional de Prevenção da Violência na Primeira Infância (Lei 11.523, de 2007) e a garantia de sigilo para autores de denúncias formuladas ao Tribunal de Contas da União (Lei 13.866, de 2019). Ele também foi o autor do número único de registro civil (Lei 9.454, de 1997) e da norma que assegurou a instalação de municípios criados antes de 1996 (Lei 10.521, de 2002). Simon concebeu ainda a lei que atribui à Justiça do Trabalho a competência para julgar dissídios entre trabalhadores avulsos e empregadores (Lei 7.494, de 1986) e o incentivo à industrialização de veículos de transporte coletivo (Lei 8.673, de 1993).

### Últimas eleições
Em entrevista gravada pelo programa Dossiê da Globonews no mês de maio de 2013, exibida em julho do mesmo ano, ao ser questionado pelo jornalista Geneton Moraes Neto se iria disputar novo mandato nas eleições ao Senado Federal em 2014, Simon anunciou que se retiraria das disputas eleitorais quando terminado seu quarto termo em dezembro de 2014, ao completar 85 anos de idade. 
Com a morte prematura do candidato à presidência da República Eduardo Campos (PSB), em um acidente aéreo no mês de agosto de 2014, o candidato ao Senado pelo Rio Grande do Sul, Beto Albuquerque, deixou sua vaga em aberto para concorrer à vice-presidente da república na chapa encabeçada pela então vice de Campos, Marina Silva, apoiada por Simon. A convite da presidenciável, Simon concorreu novamente ao senado para seu quinto mandato consecutivo com o intuito de auxiliar a composição partidária.
Não conquistou a reeleição, ficando na terceira colocação com 922.143 votos (16,08%), perdendo para o jornalista Lasier Martins, que acabou eleito, e para o ex-governador Olívio Dutra, segundo colocado.

### Linha do tempo da carreira política
- 1960 — Vereador e Líder da Bancada do PTB em Caxias do Sul (1960–1962).
- 1962 — Deputado estadual no período de 1962 a 1978, sendo Líder das bancadas do PTB e MDB/PMDB.
- 1978 — Eleito senador da República em 1978 para o período 1979–1987.
- 1985–1986 — Ministro da Agricultura, escolhido por Tancredo Neves.
- 1987 — Governador do Estado do Rio Grande do Sul (1987–1990).
- 1990 — Reeleito senador da República com 1.576.664 votos para o mandato das 49ª  e 50ª Legislaturas no período de 1991 a 1999.
- 1992–1994 — Líder do Governo Itamar Franco no Senado. Membro das Comissões de Educação, Assuntos Econômicos, Assuntos Sociais e Constituição, Justiça e Cidadania.
- 1993 — Presidente da Subcomissão do Senado de Análise das Causas da Impunidade, e, como tal, participou da Ação Conjunta dos Três Poderes contra a impunidade.
- 1995–1997 — Membro das Comissões de Assuntos Sociais, Relações Exteriores e Defesa Nacional, Assuntos Econômicos e Constituição, Justiça e Cidadania.
- 1998 — Reeleito senador da República com 2.485.111 votos para o mandato das 51ª e 52ª Legislaturas no período de 1999 a 2007.
- 1999–2003 — Membro titular das Comissões de Constituição, Justiça e Cidadania, Educação e Assuntos Sociais.
- 1999–2003 — Membro suplente das Comissões de Assuntos Econômicos, Relações Exteriores, Defesa Nacional e Comissão Conjunta do Mercosul.
- 2006 — Reeleito senador da República com 1.862.250 votos para o mandato das 53ª e 54ª Legislaturas no período 2007 a 2015.[17]
- 2014 — Discurso de despedida do Senado Federal.[18]

## Aposentadoria
Após 65 anos dedicados à política, Pedro Simon se aposentou da vida pública em 2015. Mesmo assim, permanece ativo nas dinâmicas internas do MDB no Rio Grande do Sul, como conselheiro e quadro histórico do partido. Não poupou críticas ao cenário polarizado da política nacional desde a sua aposentadoria, declarando voto em branco no segundo turno das eleições de 2018.
Nas eleições de 2022, apoiou a candidatura de Simone Tebet, escolhida pelo grupo de partidos nomeados de centro democrático (MDB, Cidadania, PSDB, Podemos) para ser uma terceira via na corrida presidencial. Simon foi companheiro de bancada de Ramez Tebet, pai de Simone, no Senado Federal entre 1995 e 2006. Defendeu a articulação de um palanque único em torno do nome de Simone por meio de uma coligação abrangente que incluísse também o candidato Ciro Gomes, do PDT. Em entrevista publicada no dia 31 de dezembro de 2021, o ex-senador já havia declarado que o Brasil "não merecia ter que escolher entre Lula e Bolsonaro". Questionado pelo jornal Estadão em maio de 2022, Simon reiterou seu voto em branco em um eventual segundo turno entre ambos os candidatos.
 

Em 2021, foi o homenageado do Concerto da Democracia, realizado na Assembleia Legislativa do Rio Grande do Sul, como parlamentar da 42ª Legislatura que manteve a Assembleia aberta durante a vigência do Ato Institucional n.º 5, sendo este o único parlamento do Brasil a manter as portas abertas e seu expediente de debates durante aquele período.